# Pálečský potok
Pálečský potok je vodní tok, který pramení a protéká v severní části okresu Kladno ve Středočeském kraji. Jeho délka je 5,4 km a je pravostranným přítokem Vranského potoka. Plocha povodí má rozlohu 8,4 km².

## Popis
Potok pramení v nadmořské výšce 273 m, zhruba 2,2 km západně od obce Páleč. Protéká východním směrem otevřeným terénem mezi poli a v obci Páleč napájí obecní rybník. Asi 1500 metrů východně od obce protéká dalšími dvěma rybníky, z nichž jeden je Štičí rybník a druhý bezejmenný. Odtud dále potok pokračuje pod strmou strání, vysokou místy až 20 m, která se vypíná jižně nad potokem. Na počátku obce Jarpice napájí malý rybník, dále v obci protéká pod silnicí II/239, aby se pak po cca 260 metrech pravostranně vlil do Vranského potoka v nadmořské výšce 217 m.